# Srch
Srch é uma comuna checa localizada na região de Pardubice, distrito de Pardubice.